# トランスメディカリズム
トランスメディカリズム（英語:  transmedicalism）とは、トランスジェンダーであることは主に性別違和や性別適合手術などを特徴とする医療化によって扱われるべきであるという考え方を指す。

## 概説
トランスジェンダーの歴史は医学と深く関わりを持ってきた。例えば、1966年に性科学者のハリー・ベンジャミンは「true transsexuality（真のトランスセクシュアリティ）」や「pseudo-transvestites（偽のトランスヴェスタイト）」といった分類を用いて医学的に整理を試みた（現在の医学では用いられていない）。その後は、性別不合（以前は「性同一性障害」）という診断名が医学では診断基準の変更をともないながらも使われ続け、世界保健機関（WHO）の『疾病及び関連保健問題の国際統計分類』において、2019年の「ICD-11」では性別不合を「体験されたジェンダーと指定された性との間の顕著な不一致」と説明している。
しかし、何が正当にトランスジェンダーのアイデンティティとみなされるのかという論点は盛んに議論され続けている。
その中で、トランスジェンダーであるためには性別違和を経験するだけでなく、その性別違和を軽減するための医療的介入（ホルモン療法や性別適合手術など）も受けなければならないと考え方があり、これは「トランスメディカリズム」と呼ばれる。このトランスメディカリズムを主張する立場の人は「トランスメディカリスト」といい、省略して「transmed」と表記されたりもする。また、インターネット上では「truscum」と呼ばれることもあり、これは「true transsexual」と「scum」を組み合わせた造語である。2010年代にトランスジェンダーとは何かというコミュニティ内の議論が盛り上がり、その中で性別違和がトランスジェンダーであることの基本的な要素であると考える人たちが浮き彫りとなり、その人々は自らをトランスメディカリストと名乗り始めたのが発端とされる。
トランスメディカリズムは、性別二元論に基づくジェンダー本質主義と医療化の両方を前提とする考えである。この考え方は障害の医学モデルとの類似も指摘されている。
多くのトランスメディカリストは、性別違和を経験しておらずホルモン療法や性別適合手術などの方法による医学的移行を望まないトランスジェンダーであると自認する人は真のトランスジェンダーではないと考えている。トランスメディカリストは、トランスジェンダーの経験を規制する医学的権威を承認し、確立された医学モデルから逸脱することはトランスジェンダーのコミュニティの公衆の受容を損ない、トランスメディカリストたちの考える本物のトランスジェンダーの体験を矮小化すると主張している。また、ノンバイナリーの性同一性を排除する傾向にもある。トランスメディカリストは、ノンバイナリーの人々は存在しないか、単に特別だと感じたいだけの「トランストレンダー」であると主張している。
トランスメディカリズムの考え方は、経済的負担や人種差別、医療制度上の差別など、多くの当事者が性別適合医療を求める際に直面する構造的な障壁を無視していると批判されている。